# Fregatní kapitán
Fregatní kapitán je důstojnická hodnost v námořnictvech některých zemí. Odpovídá armádní hodnosti podplukovník, a v systému hodností NATO dle standardizačního ujednání STANAG 2116 odpovídá stupni OF-4. Nižší hodností je nejčastěji korvetní kapitán a vyšším stupněm je kapitán (případně ve variantě námořní kapitán či kapitán řadové lodi).
V námořnictvech anglicky hovořících zemí jí odpovídá hodnost Commander, česky komandér. Ekvivalentem v námořnictvech bývalého Sovětského svazu, a některých jeho nástupnických států, například Ruska a Ukrajiny, je hodnost kapitán druhého stupně (rusky Капитан 2-го ранга, ukrajinsky Капітан II рангу).
Mezi země užívající hodnost fregatní kapitán patří například Argentina a Španělsko (španělsky capitán de fragata), Francie (francouzsky capitaine de frégate), Belgie (francouzsky capitaine de frégate, nizozemsky fregatkapitein), Itálie (italsky capitano di fregata), Brazílie a Portugalsko (portugalsky capitão de fragata), Chorvatsko (chorvatsky kapetan fregate) a Německo (německy Fregattenkapitän).
Kanada, užívající jako úřední jazyky jak angličtinu tak francouzštinu, užívá hodnost capitaine de frégate rovnocenně spolu s jejím anglickým ekvivalentem commander.
V rámci NATO je francouzská (capitaine de frégate) a německá hodnost (Fregattenkapitän) do angličtiny překládána jako "commander senior grade" (služebně starší komandér).

## Označení hodnosti

Belgické námořnictvo: Fregatkapitein/Capitaine de frégate
Brazilské námořnictvo: Capitão de fragata
Francouzské námořnictvo: Capitaine de frégate
Chorvatské námořnictvo: Kapetan fregate
Italské námořnictvo: Capitano di fregata
Kanadské královské námořnictvo: Capitaine de frégate/Commander
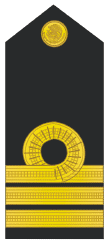
Mexické námořnictvo: Capitán de fragata
Německé námořnictvo: Fregattenkapitän
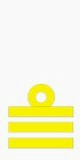
Slovinské námořnictvo: Kapitan fregate
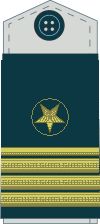
:Srbská říční flotila: капетан фрегате (Kapetan fregate)
Portugalské námořnictvo: Capitão de fragata
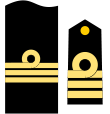
Španělské námořnictvo: Capitán de fragata